# 布西圣安托万
布西圣安托万（法語：Boussy-Saint-Antoine，法語發音：[busi sɛ̃.t‿ɑ̃twan] ⓘ）是法国法兰西岛大区埃松省的一个市镇，属于埃夫里区。

## 地理
布西圣安托万（48°41'27"N, 2°31'57"E）面积2.9 平方千米，位于法国法蘭西島大區埃松省，该省份为法国北部内陆省份，北起上塞纳省和马恩河谷省，西接厄尔-卢瓦省和伊夫林省，南至卢瓦雷省，东临塞纳-马恩省。
与布西圣安托万接壤的市镇（或旧市镇、城区）包括：芒德尔莱罗斯、佩里尼、埃皮奈苏塞纳尔、坎西苏塞纳尔、瓦雷讷雅尔西。

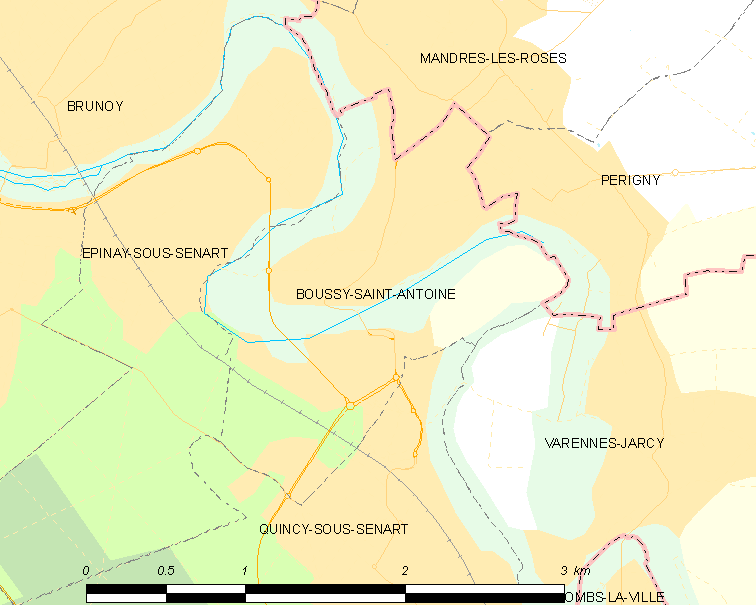
布西圣安托万的OSM定位图

布西圣安托万的时区为UTC+01:00、UTC+02:00（夏令时）。

## 行政
布西圣安托万的邮政编码为91800，INSEE市镇编码为91097。

## 政治
布西圣安托万所属的省级选区为埃皮奈苏塞纳尔县。

## 人口

1962-2008年间布西圣安托万人口变化图示

布西圣安托万于2022年1月1日时的人口数量为7986人。